# Suining
Suining is een stad in de gelijknamige prefectuur in het oosten van de zuidwestelijke provincie Sichuan, Volksrepubliek China. Bij de volkstelling van 2020 had de stad 829.356 inwoners, de gehele prefectuur had 2.814.196 inwoners.
Door Suining loopt de nationale weg G318.